# Alleanza Verdi e Sinistra
La Alianza Verdes e Izquierda (en italiano: Alleanza Verdi e Sinistra, AVS) es una alianza política de izquierda activa en Italia, que se lanzó el 2 de julio de 2022 como una federación de dos partidos políticos, la Izquierda Italiana (SI) y la Europa Verde (EV).
A menudo se hace referencia a la AVS como una alianza roji-verde y su líder es Angelo Bonelli, portavoz de EV.

## Historia

### Antecedentes
En enero de 2022, la Izquierda Italiana (IS) y la Europa Verde (EV) formaron un "pacto de consulta" destinado a cooperar en la elección presidencial de Italia de 2022 celebrada a finales de enero. En ese contexto, los dos partidos decidieron apoyar conjuntamente a Luigi Manconi, experto en cuestiones de derechos humanos y ex legislador de la Federación de los Verdes, los Demócratas de Izquierda y el Partido Democrático (PD).
En junio de 2022, la asamblea nacional de SI aprobó formalmente la alianza con EV, que hizo lo mismo en su asamblea federal.
En julio de 2022, SI y EV celebraron una convención conjunta en Roma denominada "Nuevas Energías", promoviendo su cooperación y un programa electoral unitario. La alianza se inspiró deliberadamente en la Nueva Unión Popular Ecológica y Social, la lista de izquierda formada en el período previo a las elecciones legislativas de Francia de 2022. Tras la caída del gobierno de Mario Draghi, un gobierno de unidad nacional que no contaba con el apoyo de SI y EV, la disolución anticipada del Parlamento y la convocatoria de las elecciones generales de Italia de 2022, se lanzó oficialmente la AVS y su logo fue presentado. En agosto de 2022, la alianza formalizó un acuerdo electoral con el PD. AVS logró doce escaños en la Cámara de Diputados y cuatro en el Senado.
En febrero de 2023, Massimiliano Smeriglio, miembro del Parlamento Europeo elegido por el PD, pasó a AVS. En las elecciones al Parlamento Europeo de 2024, AVS consiguió que seis de sus candidatos fueran elegidos.

## Composición

### Partidos miembros fundadores
| Partido | Partido                 | Ideología              | Líder             |
| ------- | ----------------------- | ---------------------- | ----------------- |
|         | Izquierda Italiana (SI) | Socialismo democrático | Nicola Fratoianni |
|         | Europa Verde (EV)       | Política verde         | Angelo Bonelli    |

### Partidos asociados
| Partido | Partido       | Ideología        | Líder             |
| ------- | ------------- | ---------------- | ----------------- |
|         | Posible (Pos) | Socialdemocracia | Beatrice Brignone |

### Socios regionales
| Partido | Partido                          | Ideología      | Líder                               | Región         |
| ------- | -------------------------------- | -------------- | ----------------------------------- | -------------- |
|         | Verdes de Tirol del Sur (Grüne)  | Política verde | Felix Wohlgemuth, Marlene Pernstich | Tirol del Sur  |
|         | Partido Progresista (PP)         | Progresismo    | Massimo Zedda                       | Cerdeña        |
|         | Ambiente Derechos Igualdad (ADU) | Ecosocialismo  | Liderazgo colectivo                 | Valle de Aosta |

## Resultados electorales

### Parlamento italiano
| Elección | Líder          | Cámara de Diputados | Cámara de Diputados | Cámara de Diputados | Cámara de Diputados | Cámara de Diputados | Senado de la República | Senado de la República | Senado de la República | Senado de la República | Senado de la República |
| Elección | Líder          | Votos               | %                   | Escaños             | +/–                 | Posición            | Votos                  | %                      | Escaños                | +/–                    | Posición               |
| -------- | -------------- | ------------------- | ------------------- | ------------------- | ------------------- | ------------------- | ---------------------- | ---------------------- | ---------------------- | ---------------------- | ---------------------- |
| 2022     | Angelo Bonelli | 1.071.663           | 3,6                 | 12/400              | New                 | 7.º                 | 972.316                | 3,5                    | 4/200                  | Nuevo                  | 7.º                    |

### Parlamento europeo
| Elección | Líder                            | Votos     | %    | Escaños | +/– | Posición | Grupo EP                    |
| -------- | -------------------------------- | --------- | ---- | ------- | --- | -------- | --------------------------- |
| 2024     | Angelo Bonelli Nicola Fratoianni | 1,588,760 | 6,79 | 6/76    | New | 6.º      | Los Verdes/ALE/La Izquierda |

### Consejos Regionales
| Región               | Elección | Candidato              | Votos   | %    | Escaños | +/–   | Estado en la legislatura |
| -------------------- | -------- | ---------------------- | ------- | ---- | ------- | ----- | ------------------------ |
| Lombardía            | 2023     | Pierfrancesco Majorino | 93.019  | 3,23 | 1/80    | Nuevo | Oposición                |
| Trentino             | 2023     | Francesco Valduga      | 7.565   | 3,25 | 1/35    | Nuevo | Oposición                |
| Friuli-Venecia Julia | 2023     | Massimo Moretuzzo      | 8.029   | 2,03 | 1/48    | Nuevo | Oposición                |
| Molise               | 2023     | Roberto Gravina        | 6.742   | 4,77 | 0/21    | Nuevo | Sin asientos             |
| Cerdeña              | 2024     | Alessandra Todde       | 31.856  | 4,7  | 4/60    | Nuevo | Mayoría                  |
| Abruzos              | 2024     | Luciano D'Amico        | 20.655  | 3,57 | 1/31    | Nuevo | Oposición                |
| Basilicata           | 2024     | Piero Marrese          | 15.144  | 5,79 | 1/21    | Nuevo | Oposición                |
| Piamonte             | 2024     | Gianna Pentenero       | 107.095 | 6,48 | 3/49    | Nuevo | Oposición                |
| Liguria              | 2024     | Andrea Orlando         | 34.716  | 6,17 | 2/31    | Nuevo | Oposición                |
| Emilia-Romaña        | 2024     | Michele De Pascale     | 79.236  | 5,30 | 3/50    | Nuevo | Mayoría                  |
| Umbria               | 2024     | Stefania Proietti      | 13.750  | 4,28 | 1/21    | Nuevo | Mayoría                  |